# ترابری در تهران
شهر تهران به‌عنوان یک کلان‌شهر و نیز به‌عنوان پایتخت جمهوری اسلامی ایران، از یک‌سو دارای تراکم و تمرکز جمعیت، ثروت و امکانات است و از سوی دیگر بنا بر دلایل گوناگون قادر به تأمین نیازها و فراهم نمودن امکانات شهری آن‌گونه که در شهرهای کشورهای مدرن و تعدادی از کلان‌شهرهای کشورهای در حال‌ توسعه دیده می‌شود، نیست.

## حمل‌ونقل درون‌شهری و ترافیک

### زیرساخت‌های حمل‌ونقل

#### متروی تهران
متروی تهران به مجموعهٔ قطارهای شهری تهران و همچنین سازمان قطار شهری تهران و حومه گفته می‌شود. اگرچه طرح‌های اولیه متروی تهران در پیش از انقلاب سال ۱۳۵۷ ریخته شد، اما بهره‌برداری از متروی تهران (بخش‌هایی از خطوط ۱، ۲ و ۵) طی سال‌های ۱۳۷۸ تا ۱۳۸۰ آغاز شد و قسمتی از وظیفه جابجایی مسافران درون شهری و برون‌شهری (تهران- کرج) را به عهده گرفت. نخستین مسیر فعال، مسیر شماره ۵ مترو بود که بین تهران و کرج مسافر جابه‌جا می‌کرد.
تا تابستان ۱۳۸۶ (ژوئیه ۲۰۰۷ م.) قطارهای مترو در سه خط اصلی در حال تردد بوده‌اند و دو خط دیگر نیز در حال احداث است. یکی از خطوط فعال بین‌شهری (میان کرج و تهران) و بقیه درون‌شهری هستند. تا پایان سال ۱۳۸۵ مسافت خطوط متروی بهره‌برداری‌شده برابر ۹۰ کیلومتر بوده‌است.
از اواخر سال ۱۳۸۵، با افزایش مسافران و تعداد قطارها، جهت بهره‌برداری از مترو بخشی از بدنهٔ اصلی سازمان قطار شهری تهران و حومه جدا شده و با عنوان شرکت بهره‌برداری راه‌آهن شهری تهران و حومه به کار خود ادامه می‌دهد.
براساس طرح جامع حمل‌ونقل و ترافیک شهر تهران با احداث ۸ خط مترو به طول ۲۵۰ کیلومتر، در چشم‌انداز ۱۴۰۴ روزانه ۶٬۵۵۶٬۰۰۰ مسافر در پایتخت با این وسیله نقلیه جابه‌جا خواهند شد.

#### اتوبوسرانی
اتوبوس‌ها یکی از مهم‌ترین وسایل ترابری در شهر تهران هستند. خدمات اتوبوسرانی در تهران از زمان سرویس واگن اسبی دوران قاجار و سرویس اتوبوسرانی موسوم به «خط کمربندی» که در دههٔ ۳۰ در تهران دایر شد همچنان رو به گسترش داشته‌است.
هم‌اکنون روزانه ۱۵ میلیون سفر و به عبارتی ۱۹ میلیون جابه‌جایی در شهر تهران صورت می‌گیرد که با فعالیت ۶٬۰۵۰ دستگاه اتوبوس روزانه تنها ۳٬۸۷۰٬۰۰۰ جابه‌جایی یا ۲٬۵۸۰٬۰۰۰ سفر با این وسیله نقلیه عمومی صورت می‌گیرد و در واقع سهم اتوبوسرانی از حمل‌ونقل همگانی شهر تهران تنها ۱۷ درصد است. این درحالیست که در افق ۱۴۰۴، سهم این وسیله همگانی باید به ۲۵ درصد برسد که این با توجه به افزایش جمعیت تا آن سال نیازمند رساندن تعداد اتوبوس‌ها به ۱۱٬۰۰۰ دستگاه است.

##### سامانه اتوبوسرانی تندرو

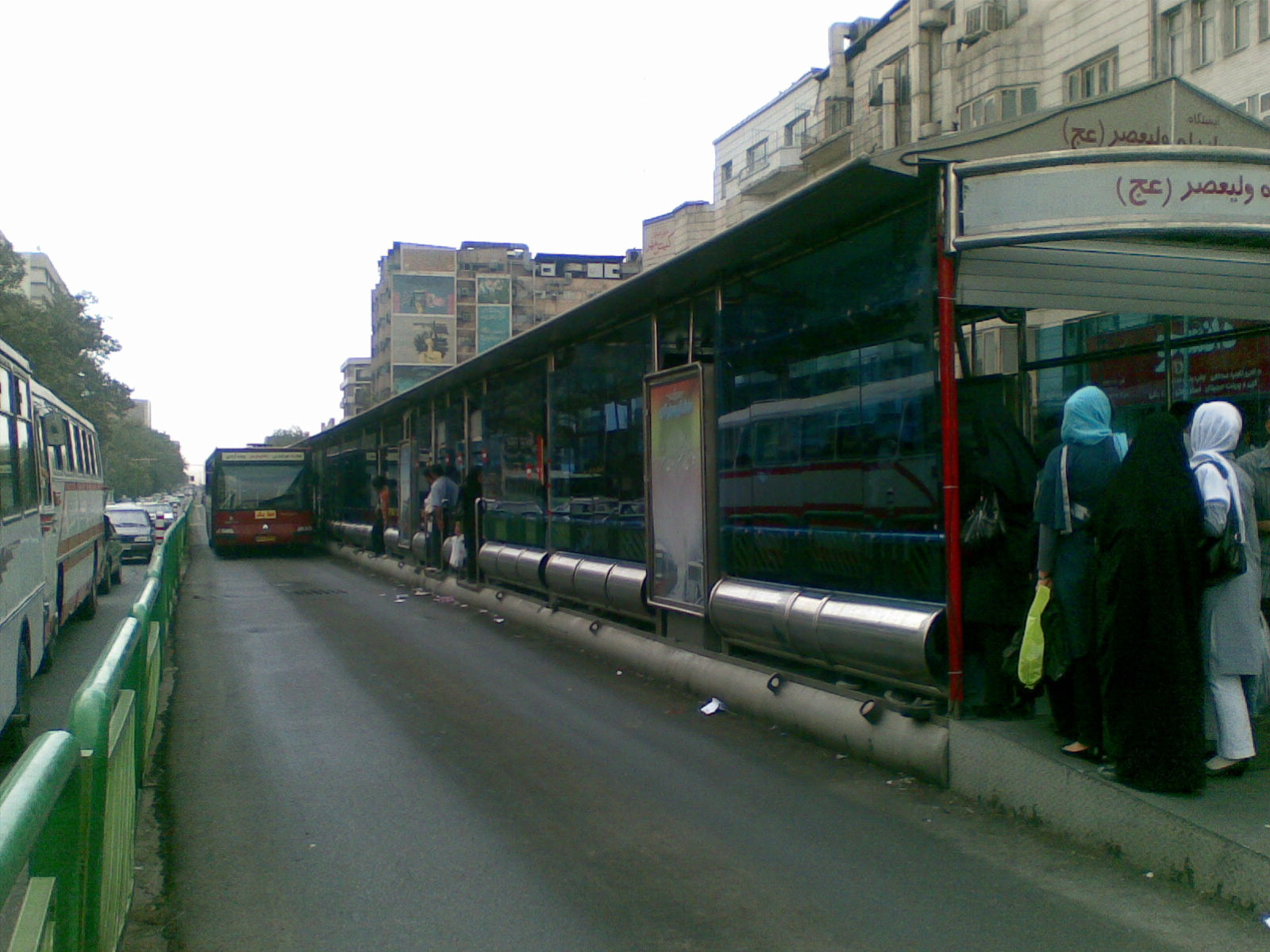
ایستگاه ولی‌عصر اتوبوس‌های تندرو (BRT) در خیابان انقلاب

نخستین خط سامانه تندرو (خط یک) در تهران حد فاصل چهارراه تهران‌پارس در شرق تهران تا میدان آزادی در غرب تهران در مرداد ماه سال ۱۳۸۶ راه‌اندازی گردید و سپس به تدریج کامل شد. در طول ۱۸٬۷۰۰ متر این مسیر ۲۶ ایستگاه وجود دارد که در وسط خیابان قرار می‌گیرند و روزانه ۳۵۰٬۰۰۰ مسافر توسط آن جابجا می‌شوند.

#### بزرگراه‌ها
در سال‌های اخیر احداث گذرگاه‌ها و بزرگراه‌های کمربندی تازه‌ساز (مانند بزرگراه نیایش و بزرگراه تهران-پارچین) رشد چشمگیری داشته‌ است. یکی دیگر از طرح‌های سرعت‌بخش به حمل و نقل درون‌شهری طرح خطوط ویژه اتوبوسرانی برقی است که در حال حاضر خط چهارراه تهرانپارس-میدان آزادی و خط میدان امام حسین-میدان خراسان فعالیت دارند. طرح ترافیک هم طرح جامعی است که برای کاهش بار ترافیکی در محدوده مرکزی تهران از ساعت ۶٫۳۰ صبح تا ۵ بعدازظهر اجرا می‌شود و حدود ۳۳ کیلومتر مربع از سطح شهر را پوشش داده‌ است.

#### پل‌ها
امروزه در کلان‌شهرها برای داشتن حمل‌ونقل روان و کاستن از بار ترافیک اصول مهندسی ترافیک مورد توجه کارشناسان و برنامه‌ریزان شهری قرار گرفته‌ است. پل‌های شهری به عنوان تقاطع‌های ناهمسطح یکی از سازه‌های مهم مهندسی ترافیک هستند. در تهران به عنوان شهری با مساحت ۱۸۸۱۴ کیلومترمربع (مساحت تهران بزرگ) با ۸ میلیون جمعیت ساکن (به غیر از حومه) و حدود نصف این مقدار جمعیتی که روزانه برای کار از حومه به داخل شهر مراجعه می‌کنند، نیاز مبرمی به تقاطع‌های ناهمسطح و از آن جمله پل‌ها احساس می‌شود. در شهر تهران در حال حاضر ۱۸۰ پل وجود دارد که مهم‌ترین آن‌ها سواره‌رو بوده و ۶۰ پل دیگر نیز در حال ساخت است. از این ۱۸۰ پل ۱۱۰ پل نیاز به باز‌سازی و مقاوم‌سازی دارند..
معروف‌ترین پل‌های شهر تهران عبارتند از پل چوبی، پل حافظ، پل رومی، پل ستارخان، پل سیدخندان، پل صدر، پل کریم‌خان زند، پل مدیریت، پل گیشا و پل فجر.

#### مسیرهای ویژه دوچرخه‌سواری و پیاده‌روی بین پارک‌ها
ایجاد مسیرهای دوچرخه‌سواری در بسیاری از شهرهای جهان به عنوان یکی از الزامات مدیریت شهری به ویژه در کلانشهرها دنبال می‌شود. در لایحهٔ برنامهٔ ۵ سالهٔ سوم توسعهٔ شهر تهران نیز کمیسیون سلامت و محیط زیست شورای شهر تهران، از متخصصان و کنشگران دعوت کرد تا در نشست ۴/۶/۹۷ در کمیسیون حضور یابند، در این نشست، ضمن گفتگو و تبادل نظر، پیشنهادهای اجرایی گروه ده نفره از متخصصان و کنشگران به‌صورت مکتوب به کمیسیون داده شد که دو مورد از این پیشنهادها نیز، در فضای مجازی به امضای حدود ده هزار تن از شهروندان تهران رسید؛ و در تاریخ ۱۲ تیر ماه به شورای شهر ارائه شد. جمع‌بندی آن نامه‌ها و گفتگوها و هم‌اندیشی‌ها، در قالب یک نامهٔ دیگر در مهرماه تدوین و به شورا داده شد، که «ایجاد کریدورهای پیاده‌روی و دوچرخه‌سواری بین پارک‌ها» یکی از این پیشنهادها بود. بدین شکل که با وصل کردن پارک‌ها به یکدیگر، با ایجاد کریدورهای مناسب (مانند آنچه که برای نمونه در شهر ادینبورگ اسکاتلند انجام شده‌است) شهروندان خواهند توانست بخش قابل توجهی از رفت‌وآمدهای روزانهٔ خود را با دوچرخه انجام دهند؛ احداث خطوط دوچرخه‌سواری در اطراف یا داخل پارک‌ها، مانند آنچه در پارک لاله تهران نیز صورت گرفته‌است، همچنین کاری کم‌هزینه و آسان اعلام شد که استفاده از دوچرخه را برای شهروندان جذاب‌تر می‌نماید. در این پیشنهاد ذکر شد که برای نمونه می‌توان در مسیر۲۷ کیلومتری دهکدهٔ فرحزاد به امتداد رودخانهٔ فرحزاد، به بوستان نهج‌البلاغه، به پارک پردیسان، به برج میلاد، به بوستان گفتگو، به دانشگاه تهران، به دانشگاه امیرکبیر، به بوستان دانشجو، به کاخ مرمر، به پارک شهر، به بوستان رازی و بوستان ولایت، مسیر دوچرخه‌سواری و پیاده‌روی ایجاد شود؛ در این گزارش ذکر شد که در هنگام تدوین این پیشنهاد، ۱۵ کیلومتر از این مسیر، فی‌الحال خود بوستان ویا فضای سبز بوده، و همچنین ۶ کیلومترِ آن نیز در بوستان‌های نهج‌البلاغه و پردیسان و لاله از پیش، خط دوچرخه‌سواری حاضر و آمادهٔ استفاده داشته‌ است. در این طرح لزوم راه‌اندازیِ شبکهٔ دوچرخه‌های اشتراکی نیز توسط شهرداری متذکر شده‌ بود. یکی دیگر از این پیشنهادها این بود که، رود درهٔ فرحزاد حدفاصل پل خوشمرام تا بزرگراه نیایش با گستره‌ای بیش از ۱۰۰ هکتار تبدیل به «پهنهٔ مدیریت زیست‌بوم» شود که در این پهنه، ضمن بهره‌مندی از مشارکت باغداران فرحزادی، با پیاده‌سازی فضاهای طبیعی و باغچه‌های گونه‌شناسی، نسبت به افزایش آگاهی شهروندان دربارهٔ خُرداقلیم‌های متنوع تهران نیز، اقدام گردد، همچنین با کمک به بازرویش پوشش گیاهی بومی؛ بازیابی گونه‌های جانوریِ دامنه‌های جنوبی البرز تسهیل، و «حیات وحش شهری» غنی‌تر خواهد شد. در این نامه درخواست شد که برای سال ۱۳۹۸ هجری‌شمسی برنامه‌ای جدی به منظور ایجاد مسیرهای دوچرخه‌سواری و پیاده‌روی با تأکید بر ایجاد کریدورهای پیونددهندهٔ پارک‌ها تدوین شود.

## ترافیک و آلودگی آب و هوا

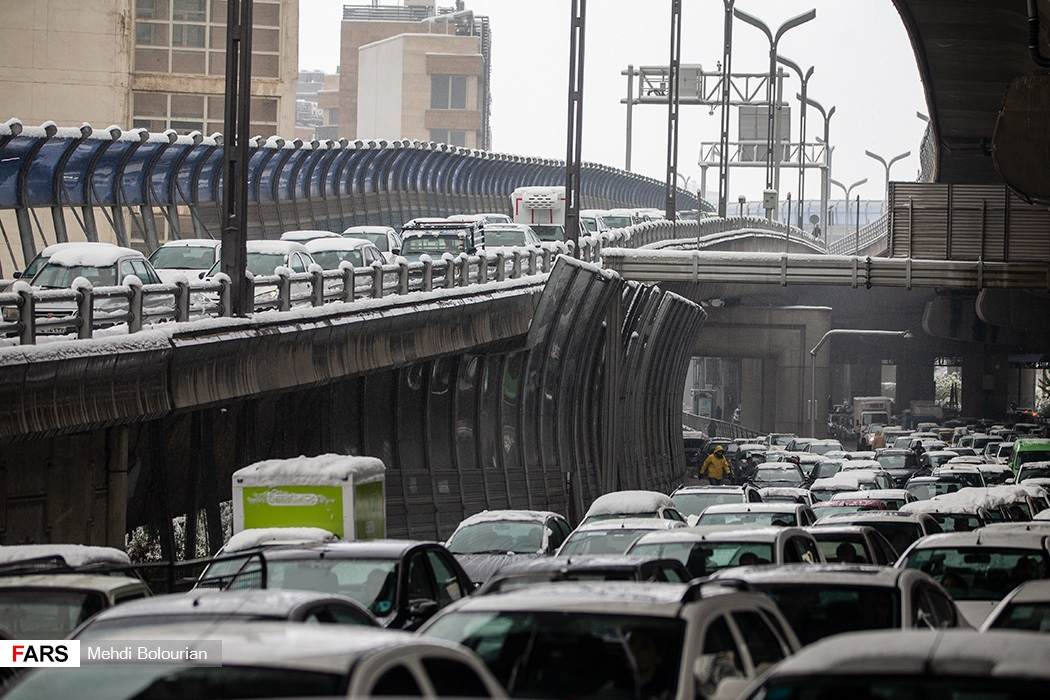
ترافیک در یکی از بزرگراه‌های تهران

ترافیک و آلودگی آب و هوای تهران دو معضل بزرگ این شهر هستند که در ارتباط تنگاتنگ با هم می‌باشند. ترافیک که سبب هدر رفت سالانه میلیون‌ها ساعت از وقت شهروندان می‌شود، با آلوده‌سازی هوا سبب تحمیل بار جانی و اقتصادی سنگین بر بدنه جامعه و دولت می‌شود. ریشهٔ معضل ترافیک تهران وجود انبوه خودروهای سواری در این شهر است که می‌رود تا خیابان‌های آن را به پارکینگ بزرگی تبدیل کند. گسترش و ترغیب مردم به استفاده از وسایل حمل‌ونقل عمومی به ویژه مترو و ایجاد راه‌هایی برای کاهش تقاضای سفر (مانند تقویت دولت الکترونیک) و در درجه بعدی دوطبقه‌سازی بزرگراه‌ها از مهم‌ترین راهکارهای کاهش و کنترل ترافیک تهران ذکر شده‌است.
شهرداری تهران اعلام کرده که معضل ترافیک را قابل حل می‌داند و برای برطرف‌سازی آن برنامهٔ مشخص و مدونی دارد. این طرح به نام «طرح جامع حمل و نقل و ترافیک تهران» در پاییز ۱۳۸۶ تهیه و تصویب شد که اهداف کلی آن بر اهداف طرح‌های فرادست – مانند «طرح جامع تهران» و هم چنین برنامه چهارم توسعه اقتصادی ایران – استوار شده‌اند.
برای کاهش آلودگی هوا در تهران نیز برنامه‌ای تحت عنوان «برنامه جامع مبارزه با آلودگی هوای تهران» در سال ۱۳۷۹ طراحی و تصویب شد تا طبق این برنامه ظرف مدت ۱۰ سال هوای پایتخت به کیفیت سالم و قابل تنفس برسد. این برنامه شامل ۷ محور ذیل است: استانداردسازی خودروهای نو، از رده خارج کردن خودروهای فرسوده، ارتقای حمل‌ونقل عمومی، بهبود کیفیت سوخت، معاینه فنی خودروها، مدیریت ترافیک و آموزش همگانی. این برنامه با همکاری وزارت صنایع، وزارت نفت، سازمان حفاظت محیط زیست، شهرداری تهران و پلیس راهنمایی و رانندگی به مورد اجرا درآمد.
البته این راهکارها به دلایل مختلف تا به حال جوابگوی معضل ترافیک و آلودگی هوای تهران نبوده‌اند.

## حمل‌ونقل میان‌شهری

### فرودگاه‌ها

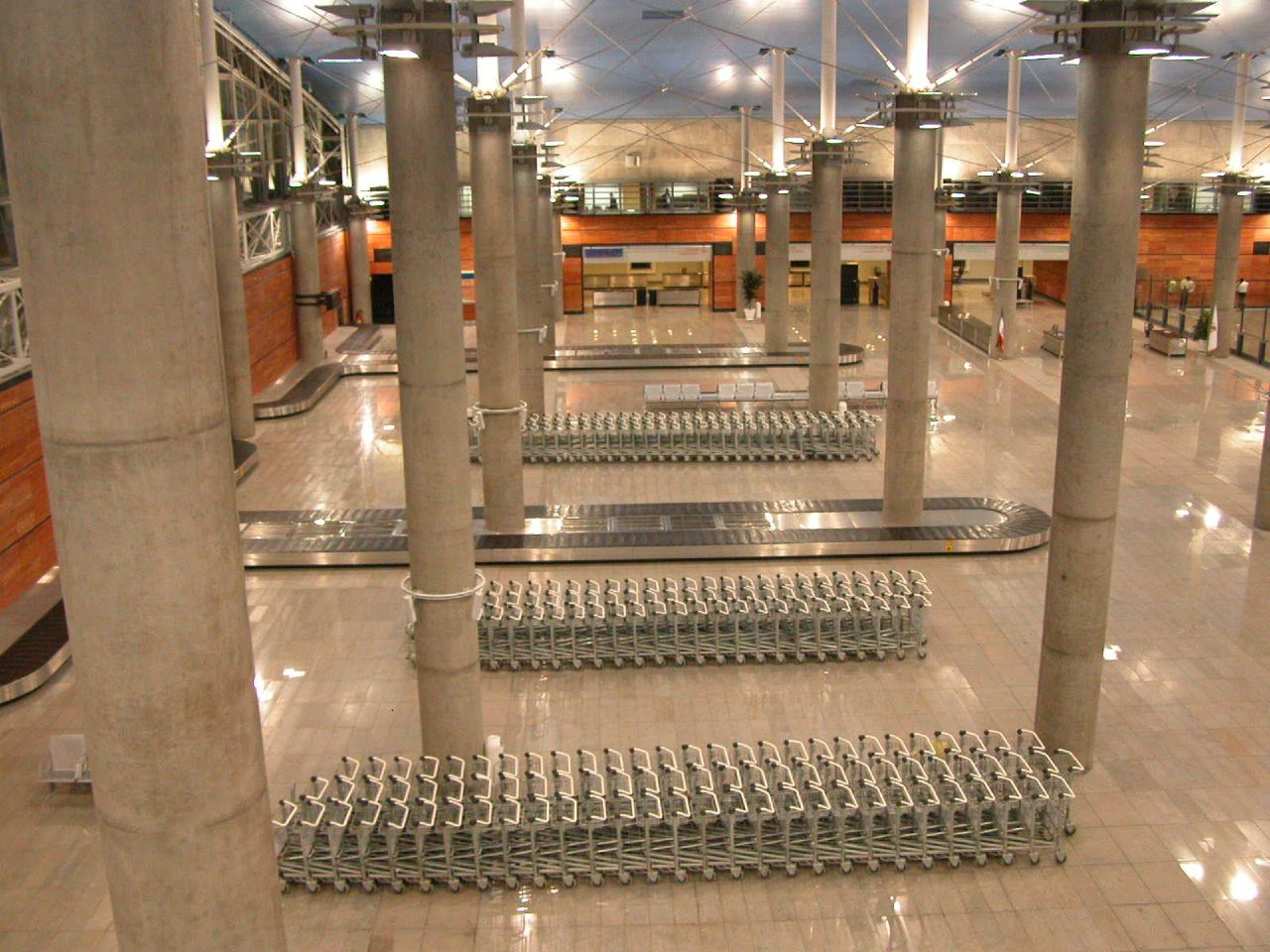
فرودگاه بین‌المللی امام خمینی

شهر تهران دارای دو فرودگاه بین‌المللی است
- فرودگاه بین‌المللی مهرآباد که نخستین فرودگاه بین‌المللی تهران است.
- فرودگاه بین‌المللی امام خمینی نیز با وسعتی بیش از ۱۵ کیلومتر مربع در ۳۵ کیلومتری جنوب غربی تهران واقع شده‌است و ظرفیتی حدود ۷٫۵ میلیون مسافر در سال دارد.

### پایانه‌های مسافربری

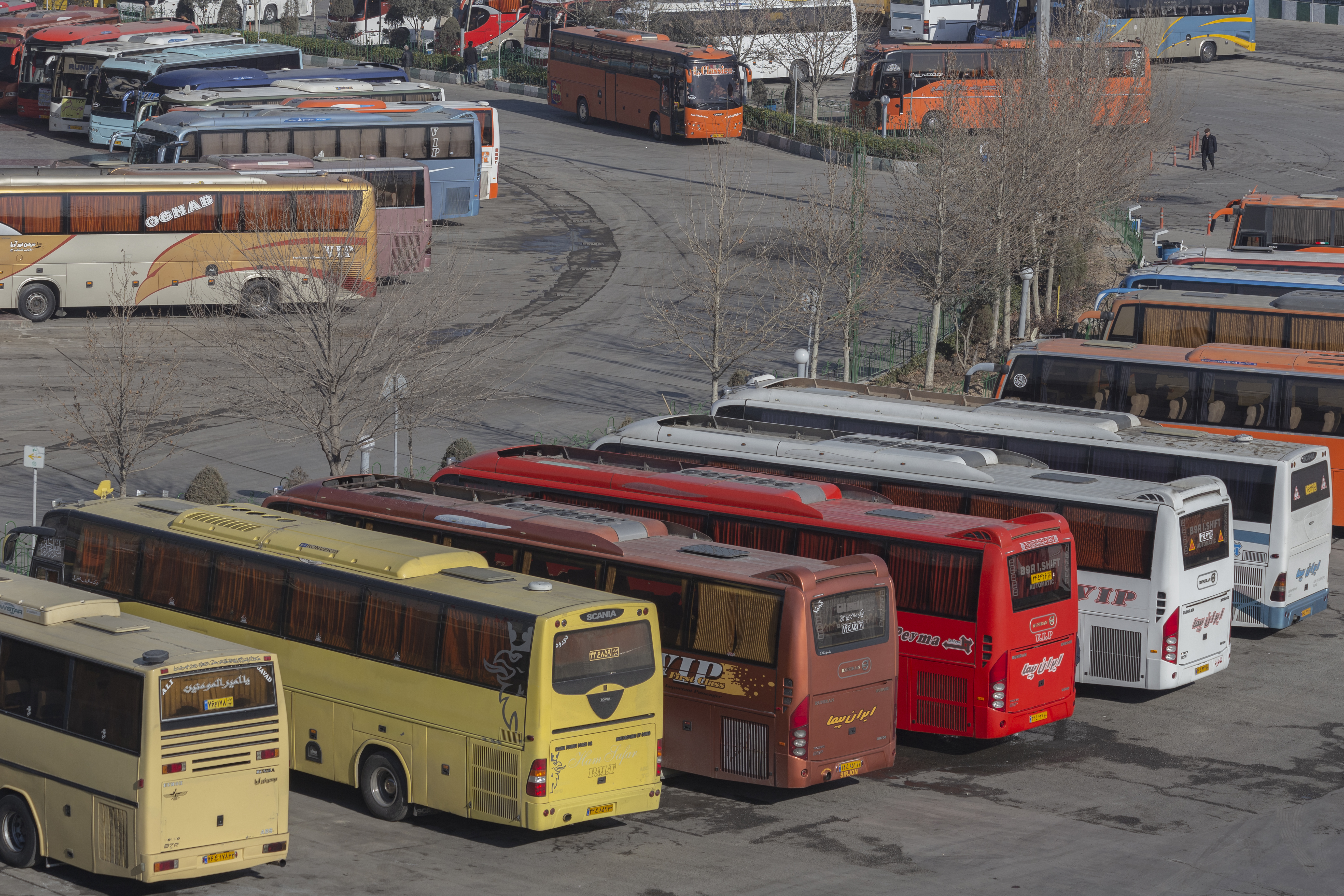
پایانه مسافربری جنوب

- پایانه مسافربری شرق در بزرگراه شهید یاسینی
- پایانه مسافربری غرب در خیابان آزادی
- پایانه مسافربری آرژانتین در میدان آرژانتین
- پایانه مسافربری جنوب در خیابان بعثت

### شبکه راه‌آهن
از دیگر محورهای ارتباطی شهر تهران خطوط راه‌آهن را می‌توان نام برد که حجم قابل توجهی از ترافیک بار و مسافر کشور را به خود اختصاص داده‌ است و طبق قانون مدیریت سوخت باید به سطوح بالاتری برسد. خطوط راه‌آهن تهران-اروپا هم بسیار فعال است.

#### قطار حومه‌ای
تهران دارای ۶ خط قطار حومه‌ای است که دسترسی آسان‌تر ساکنان شهرها و شهرک‌های اطراف تهران را به پایتخت فراهم می‌کنند. این شبکه ۵ استان کشور را در بر می‌گیرد.